# Гаррос, Александр Петрович
Александр Петрович Га́ррос (латыш. Aleksandrs Garross, 15 июня 1975, Новополоцк, Белорусская ССР — 6 апреля 2017, Тель-Авив, Израиль) — русский писатель и журналист.

## Биография
Вырос в Риге, имел статус негражданина Латвии. С 2006 года жил в Москве. Учился на филологическом факультете Латвийского университета, окончил факультет журналистики МГУ.
Работал в тандеме с писателем Алексеем Евдокимовым, в соавторстве с которым написал три романа: «Фактор фуры», «Серая слизь» и «(Голово)ломка», а также сборник повестей «Чучхе».
Работал над сценариями фильмов. Автор путеводителя «Афиши» по Риге.
В марте 2014 года вместе с рядом других деятелей науки и культуры выразил своё несогласие с политикой российской власти на востоке Украины и в Крыму.
Александр Гаррос умер в Израиле, где лечился от рецидива рака, 6 апреля 2017 года на 42-м году жизни. Похоронен 22 апреля на Ивановском кладбище в Риге.

## Семья
Жена — Анна Старобинец, писатель.
Дочь — Александра Старобинец.
Сын — Лев Гаррос.

## Премии и награды
- 2003 — лауреат премии «Национальный бестселлер» за написанный в соавторстве с Алексеем Евдокимовым роман «[Голово]ломка» [4].